# Slangerup (parochie)
Slangerup is een parochie van de Deense Volkskerk in de Deense gemeente Frederikssund. De parochie maakt deel uit van het bisdom Helsingør en telt 6096 kerkleden op een bevolking van 7098 (2004). 
De parochie was tot 1970 deel van Lynge-Frederiksborg Herred. In dat jaar werd de parochie opgenomen in de nieuwe gemeente Slangerup. Deze ging in 2007 op in de vergrote gemeente Frederikssund.